# Pterocarpus osun
Espèce
Classification APG III (2009)
Pterocarpus osun est une espèce de plantes à fleurs de la famille des Fabaceae. C'est un arbre trouvé en Afrique de l'Ouest.